# Quản trị bán hàng
Quản lý bán hàng là một hoạt động nghiệp vụ tập trung vào việc ứng dụng thực tế các kỹ thuật bán hàng và quản lý hoạt động bán hàng của một công ty. Đây là một chức năng kinh doanh quan trọng như doanh thu thuần thông qua việc bán sản phẩm và dịch vụ và kết quả là lợi nhuận thúc đẩy hầu hết các hoạt động kinh doanh thương mại. Đây cũng là những mục tiêu và chỉ số hoạt động của quản lý bán hàng.
Giám đốc bán hàng là chức vụ điển hình của một người có vai trò là quản lý bán hàng. Vai trò này thường liên quan đến phát triển tài năng.

## Lập kế hoạch bán hàng
Lập kế hoạch bán hàng liên quan đến chiến lược, đặt mục tiêu bán hàng dựa trên lợi nhuận, hạn ngạch, dự báo doanh số, quản lý nhu cầu và thực hiện kế hoạch bán hàng.
Kế hoạch bán hàng là một tài liệu chiến lược vạch ra các mục tiêu kinh doanh, tài nguyên và hoạt động bán hàng. Nó thường tuân theo kế hoạch tiếp thị, lập kế hoạch chiến lược, và kế hoạch kinh doanh với chi tiết cụ thể hơn về cách thức các mục tiêu có thể đạt được thông qua việc bán sản phẩm và dịch vụ thực tế.

## Tuyển dụng nhân viên bán hàng
Ba nhiệm vụ tuyển dụng được sử dụng trong quản lý bán hàng là phân tích công việc; Mô tả công việc và trình độ chuyên môn công việc.
Phân tích công việc được thực hiện để xác định các nhiệm vụ nhất định mà nhân viên bán hàng chịu trách nhiệm hàng ngày. Nó nên xác định những hoạt động được coi là quan trọng đối với sự thành công của công ty. Bất kỳ người nào liên quan đến tổ chức bán hàng hoặc bộ phận nhân sự đều có thể thực hiện phân tích hoặc có thể được thực hiện bởi một chuyên gia bên ngoài (Spiro, tr.134). Người chịu trách nhiệm hoàn thành phân tích công việc phải có hiểu biết sâu sắc về các hoạt động hàng ngày của nhân viên bán hàng.
Phân tích công việc này sau đó được viết một cách rõ ràng như một mô tả công việc. Thông tin chung bao gồm:
1. Chức danh công việc
2. Mối quan hệ trong tổ chức
3. Các loại sản phẩm và dịch vụ đã bán
4. Các loại khách hàng được gọi
5. Nhiệm vụ và trách nhiệm liên quan đến công việc
6. Yêu cầu công việc.

Mô tả công việc hiệu quả sẽ xác định kế hoạch bồi thường, quy mô khối lượng công việc và nhiệm vụ của nhân viên bán hàng. Nó cũng chủ yếu chịu trách nhiệm cho các công cụ tuyển dụng như các mẫu đơn ứng tuyển và kiểm tra tâm lý.
Phần khó nhất của quá trình này là xác định trình độ chuyên môn công việc. Lý do cho khó khăn này là do việc thuê ảnh hưởng đến lợi thế cạnh tranh của công ty trên thị trường cũng như số tiền doanh thu. Ngoài ra, cần có một tập hợp các thuộc tính tuyển dụng được liên kết với mỗi công việc bán hàng nằm trong một công ty. Nếu một cá nhân không vượt trội trong lãnh thổ được giao, thì có thể là do các yếu tố bên ngoài liên quan đến môi trường của người đó.
Một công ty nên cẩn thận để không phân biệt đối xử liên quan đến việc làm. Một số tiêu chuẩn (nền dân tộc, tuổi tác, vv) không thể được sử dụng trong quá trình tuyển chọn trong tuyển dụng.

## Báo cáo bán hàng
Báo cáo bán hàng bao gồm các chỉ số hoạt động chính của lực lượng bán hàng.
Các chỉ số hoạt động chính cho biết liệu quy trình bán hàng có đang hoạt động hiệu quả và đạt được kết quả như được nêu trong kế hoạch bán hàng hay không. Nó sẽ cho phép các nhà quản lý bán hàng thực hiện hành động khắc phục kịp thời đi chệch khỏi các giá trị dự kiến. Nó cũng cho phép quản lý cấp cao để đánh giá người quản lý bán hàng.
Nhiều "kết quả liên quan" hơn "quy trình liên quan" là thông tin liên quan đến kênh bán hàng và tỷ lệ mua hàng sau tìm kiếm.
Báo cáo bán hàng có thể cung cấp số liệu cho việc bồi thường quản lý bán hàng. Thưởng cho những người quản lý giỏi nhất mà không có báo cáo bán hàng chính xác và đáng tin cậy không phải là khách quan.
Ngoài ra, báo cáo bán hàng được thực hiện để sử dụng nội bộ để quản lý hàng đầu. Nếu kế hoạch bồi thường của các đơn vị khác phụ thuộc vào kết quả cuối cùng, thì cần phải trình bày kết quả của công việc của bộ phận bán hàng cho các phòng ban khác.
Cuối cùng, báo cáo bán hàng được yêu cầu cho các nhà đầu tư, đối tác và chính phủ, do đó hệ thống quản lý bán hàng phải có khả năng báo cáo nâng cao để đáp ứng nhu cầu của các bên liên quan khác nhau.